# 篠原重則
篠原 重則（しのはら しげのり、1938年3月31日 - 2010年7月16日）は、日本の地理学者。香川大学名誉教授。

## 経歴
愛媛県生まれ。1960年愛媛大学教育学部卒、愛媛県立津島高等学校教諭、愛媛県立宇和島南高等学校教諭、1977年愛媛県立松山北高等学校教諭、1988年愛媛県立東温高等学校教諭、1990年香川大学教育学部助教授、91年教授、2001年定年退官、松山大学教授。1990年「四国山地における集落の変貌過程に関する地理学的研究」で筑波大学理学博士。
2010年7月16日、急性腎盂腎炎により死去。72歳没。

## 著書
- 『過疎地域の変貌と山村の動向』大明堂、1991
- 『愛媛県の山村』愛媛文化双書刊行会、1997
- 『観光開発と山村振興の課題』古今書院、2000
- 『地理野外調査のすすめ 小・中・高・大学の実践をとおして』古今書院、2001

共編
- 『日本の地誌　中国・四国 鳥取県・島根県・岡山県・広島県・山口県・香川県・愛媛県・徳島県・高知県』森川洋、奥野隆史共編 朝倉書店、2005

### 記念論文集
- 『教育と研究の軌跡 篠原重則先生退官記念誌』篠原重則先生退官記念誌刊行会、2001

## 参考
- ISBN 978-4-254-16769-6
- 『現代日本人名録』2002年